# Dobrovnica
Dobrovnica (macedónul: Добровница) település Észak-Macedóniában, a Északkeleti körzetben, Kriva Palanka községben.

## Népesség
| Lakosok száma | 502  | 634  | 562  | 510  | 350  | 226  | 225  | 168  | 69   |
|               | 1948 | 1953 | 1961 | 1971 | 1981 | 1991 | 1994 | 2002 | 2021 |

- 2002-ben 168 lakosa volt, akik közül 166 macedón és 2 vlach.